# 圣马丹 (弗里堡州)
圣马丹（法語：Saint-Martin，法語發音：[sɛ̃ maʁtɛ̃] ⓘ）是瑞士弗里堡州的一个市镇，位於該國西部，面積8.75平方公里，海拔高度833米，截至2018年12月31日总人口为1,005人。